# Diócesis de Triocala
La diócesis de Triocala (en latín: Dioecesis Triocalitana) fue una sede de la Iglesia católica, cuyo nombre fue restablecido en 1966, como sede titular de la Iglesia católica.

## Historia
Triocala, correspondiente a la actual ciudad de Caltabellotta, fue sede de una antigua diócesis siciliana. Según la tradición - que se basa sin embargo sobre documentos de época tardía - el primer obispo de la comunidad cristiana tricolitana fue san Peregrino, enviado a Sicilia por el apóstol Pedro y consagrado obispo de Triocala. Sin embargo, estudios recientes que confirman la posibilidad de que san Peregrino fuese el primer obispo, datan los orígenes de la diócesis hacia el siglo III. Del punto de vista histórico y documental la diócesis está mencionada por primera vez solo hacia las fines del siglo VI, en el epistolario de Gregorio Magno, pero nada vieta de excluir un origen más antiguo.
El primer obispo documentado es Pietro, episcopus triocalitanus, que aparece en dos cartas del papa Gregorio, de noviembre de 594 y octubre de 598. En la primera epístola el pontífice confía a Pietro el encargo de visitante de la iglesia de Girgenti, lacerada por las divisiones a causa de la ausencia del obispo legítimo. La segunda evidencia que en el territorio de Triocala existía un monasterio. De la Vida Gregorii de Giovanni Diácono se deduce que ese tal Pietro había sido un subdiácono de la diócesis de Roma, consagrado y enviado directamente por el papa Gregorio a Triocala.
A partir de la primera mitad del siglo VIII, Sicilia fue sustraída por los emperadores bizantinos a la jurisdicción del patriarcado de Roma y sometida al patriarcado de Constantinopla, y las diócesis siciliane, entre las cuales Triocala, pasaron a ser sufragáneas de la arquidiócesis de Siracusa. Con estas nuevas condiciones, el obispo Giovanni de Trokalis tomó parte al concilio de Nicea de 787. Este fue el último obispo conocido de Triocala, debido a que los registros se pierden durante la invasión y dominación árabe de la isla.
Desde 1966 Triocala, fue restaurada como sede episcopal titular de la Iglesia católica; el actual obispo titular es Carlos Briseño Arch, agustino recoleto, obispo auxiliar de Ciudad de México.

## Episcopologio
- San Peregrino †
- Pietro † (antes de 594 - después de 598)
- Máximo † (mencionado en 649)
- Giorgio † (antes de 679 - después de 680)
- Giovanni † (mencionado en 787)

## Obispos titulares
- Robert Dermot O'Flanagan † (1968 - 1971)[3]
- Charles Joseph Henderson † (1972 - 2006)
- Carlos Briseño Arch, O.A.R. (2006-2018)
- Giorgio Demetrio Gallaro (desde 2020)